# Jon Knautz
Jon Knautz (Ottawa, 25 dicembre 1979) è un regista e sceneggiatore canadese.

## Filmografia

### Regista
- Apt. 310 (2002, cortometraggio)
- Teen Massacre (2004, cortometraggio)
- Still Life (2005, cortometraggio)
- The Other Celia (2005, cortometraggio)
- Moment of Truth (2007, cortometraggio)
- Jack Brooks: Monster Slayer (2007)
- The Shrine (2010)

### Sceneggiatore
- Apt. 310 (2002, cortometraggio)
- Teen Massacre (2004, cortometraggio)
- The Other Celia (2005, cortometraggio)
- Moment of Truth (2007, cortometraggio)
- Jack Brooks: Monster Slayer (2007)
- The Shrine (2010)